# Chorągiew kozacka prywatna Wojciecha Kryskiego
Chorągiew kozacka prywatna Wojciecha Kryskiego – chorągiew jazdy kozackiej I połowy XVII wieku, okresu wojen Rzeczypospolitej ze Szwedami i Moskwą.
Szefem tej chorągwi był starosta Wojciech Kryski. Żołnierze chorągwi wzięli udział w wojnie polsko-szwedzkiej 1626-1629.